# Tropidiopsis
Tropidiopsis is een geslacht van rechtvleugeligen uit de familie veldsprinkhanen (Acrididae). De wetenschappelijke naam van dit geslacht is voor het eerst geldig gepubliceerd in 1911 door Bolívar.

## Soorten
Het geslacht Tropidiopsis omvat de volgende soorten:
- Tropidiopsis alluaudi Bolívar, 1914
- Tropidiopsis haasi Bolívar, 1908
- Tropidiopsis undulicercus Johnsen, 1974